# Ansigt til ansigt (tv-serie)
Ansigt til ansigt er en svensk tv-serie og spillefilm fra 1976, skrevet og instrueret af Ingmar Bergman. Medvirkende tæller blandt andre Liv Ullmann, Erland Josephson, Aino Taube og Sif Ruud med flere.
Tv-serien, der havde premiere den 28. april 1976, er i alt 177 minutter lang og er opdelt i fire afsnit. Spillefilmsversionen, der blev udgivet den 5. april samme år, findes i længder fra 114 til 135 minutter.

## Medvirkende (i udvalg)
- Liv Ullmann som Jenny Isaksson
- Sven Lindberg som Jennys mand
- Marianne Aminoff som Jennys mor
- Aino Taube som bedstemor
- Gunnar Björnstrand som bedstefar
- Erland Josephson som Tomas Jacobi
- Sif Ruud som Elisabeth Wankel
- Lena Olin som butiksassistent
- Kari Sylwan som Maria